# Lilla Dammsjön (Stora Skedvi socken, Dalarna)
Lilla Dammsjön är en sjö i Säters kommun i Dalarna och ingår i Dalälvens huvudavrinningsområde.